# Randolph Air Force Base
Randolph Air Force Base (IATA-code: RND, ICAO-code: KRND) is een vliegbasis van de United States Air Force, bij Universal City in Bexar County en 24 km ten oostnoordoosten van San Antonio in de Amerikaanse staat Texas. 
Randolph werd geopend in 1931 en is gedurende zijn hele bestaan een trainingsvliegbasis geweest voor het United States Army Air Corps, de United States Army Air Forces en de Air Force. Er wordt gevlogen met Northrop T-38 Talon (sinds 1972), Raytheon T-1 Jayhawk (sinds 1993) en Beechcraft T-6 Texan II (sinds 2000).
Op 1 oktober 2010 fuseerde Randolph AFB met Lackland Air Force Base en Fort Sam Houston van het Amerikaanse leger om Joint Base San Antonio te vormen.
Randolph AFB is vernoemd naar kapitein William Millican Randolph, een inwoner van Austin, die deel uitmaakte van de naamgevingscommissie van de basis op het moment van zijn dood bij een crash.
De basis diende als hoofdkwartier van het Air Education and Training Command (AETC) en het Air Force Personnel Center (AFPC) en stond bekend als "de Showplace van de Luchtmacht" vanwege de architectuur in Spaanse Colonial Revival Style waarin alle structuren, inclusief hangars, werden gebouwd. Het symbool van de basis was een grote watertoren bovenop gebouw 100, waarin het hoofdkwartier was gevestigd voor Randolph's belangrijkste vliegende eenheid, de 12th Flying Training Wing (12 FTW). Met zijn kenmerkende architectuur werd het hoofdkwartier van de Wing in de hele luchtmacht bekend als "de Taj Mahal", of gewoon "The Taj".